# Richard Versalle
Richard Versalle (* 3. Dezember 1932 in Muskegon (Michigan); † 5. Januar 1996 in New York City, USA) war ein amerikanischer Oratorien- und Konzertsänger (Tenor). Als erfolgreicher Opernsänger spezialisierte er sich auf das heldische Tenorfach.

## Leben
Bei den Bayreuther Festspielen sang er 1985, 1986, 1987 und 1989 die Titelrolle in der Wagner-Oper Tannhäuser. 1981 gab er sein Europadebüt am Saarländischen Staatstheater in Saarbrücken als Otello in der gleichnamigen Verdi-Oper. Die Titelrolle in Peter Grimes und die Partie des Siegmund in Die Walküre (1988) folgten am selben Haus.
Versalle starb unter makabren Umständen während der Aufführung der Oper „Die Sache Makropulos“ an der Metropolitan Opera in New York. Er gab auf einer drei Meter hohen Leiter stehend den Rechtsgehilfen Vitek in der Eröffnungsszene und stürzte, kurz nachdem er die Worte „man lebt nur eine begrenzte Zeit“ gesungen hatte, nach einem tödlichen Herzanfall zu Boden.